# 吉野やよい
吉野 やよい（よしの やよい、1989年3月7日 - ）は、日本の小説家。沖縄県出身で、那覇市に生まれ、18歳まで沖縄県那覇市在住。
本名は吉田 やよい。血液型はAB型。沖縄県立泊高等学校卒業、早稲田大学人間科学部人間環境科学科卒業。大学卒業後の22歳から25歳まで那覇市の医療団体を経て、2013年12月からキヤノン株式会社にて現在勤務。

## テレビ出演
NHK沖縄 ハイサイはいびすかす
NHK一期一会君に聞きたい
テレビ東京ぽちたま
フジテレビスーパーニュース
フジテレビ奇跡体験アンビリーバボー
テレビ東京生きるを伝える
(20180810)フジテレビ プライムニュースイブニング18:15〜 特集報道番組出演

## 新聞 雑誌
沖縄タイムス20181123
沖縄タイムス社会面20200513
琉球新報
毎日新聞
朝日新聞
読売新聞
日経新聞
産経新聞
shi-ba(シーバ) 辰巳出版
週刊女性

## 著者
- 『なんくるないさぁ。』主婦と生活社。2005年5月1日出版
- 『涙の向こうに花は咲く』世界文化社、2018年7月18日出版